# Neu Wulmstorf
Neu Wulmstorfⓘ is een gemeente in de Duitse deelstaat Nedersaksen. De gemeente ligt in het Landkreis Harburg, en telt 21.473 inwoners.

## Indeling van de gemeente

Ligging der Ortschaften van Neu Wulmstorf
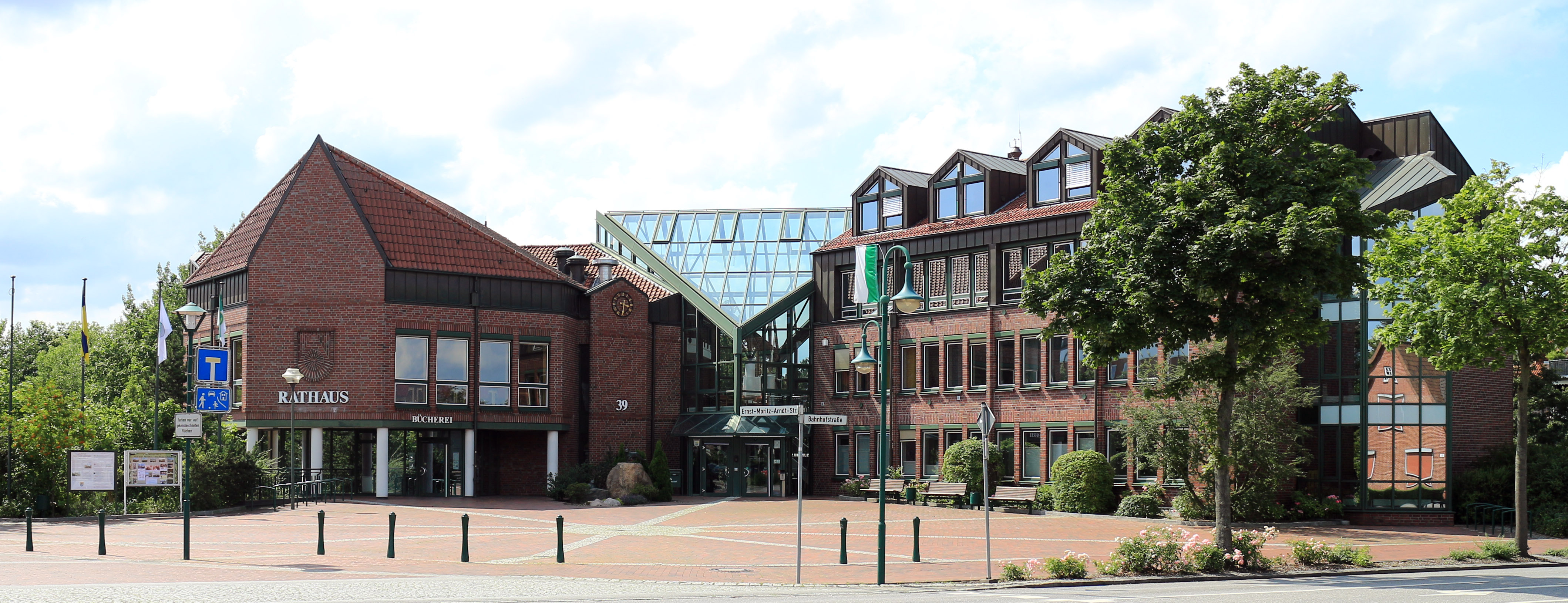
Gemeentehuis
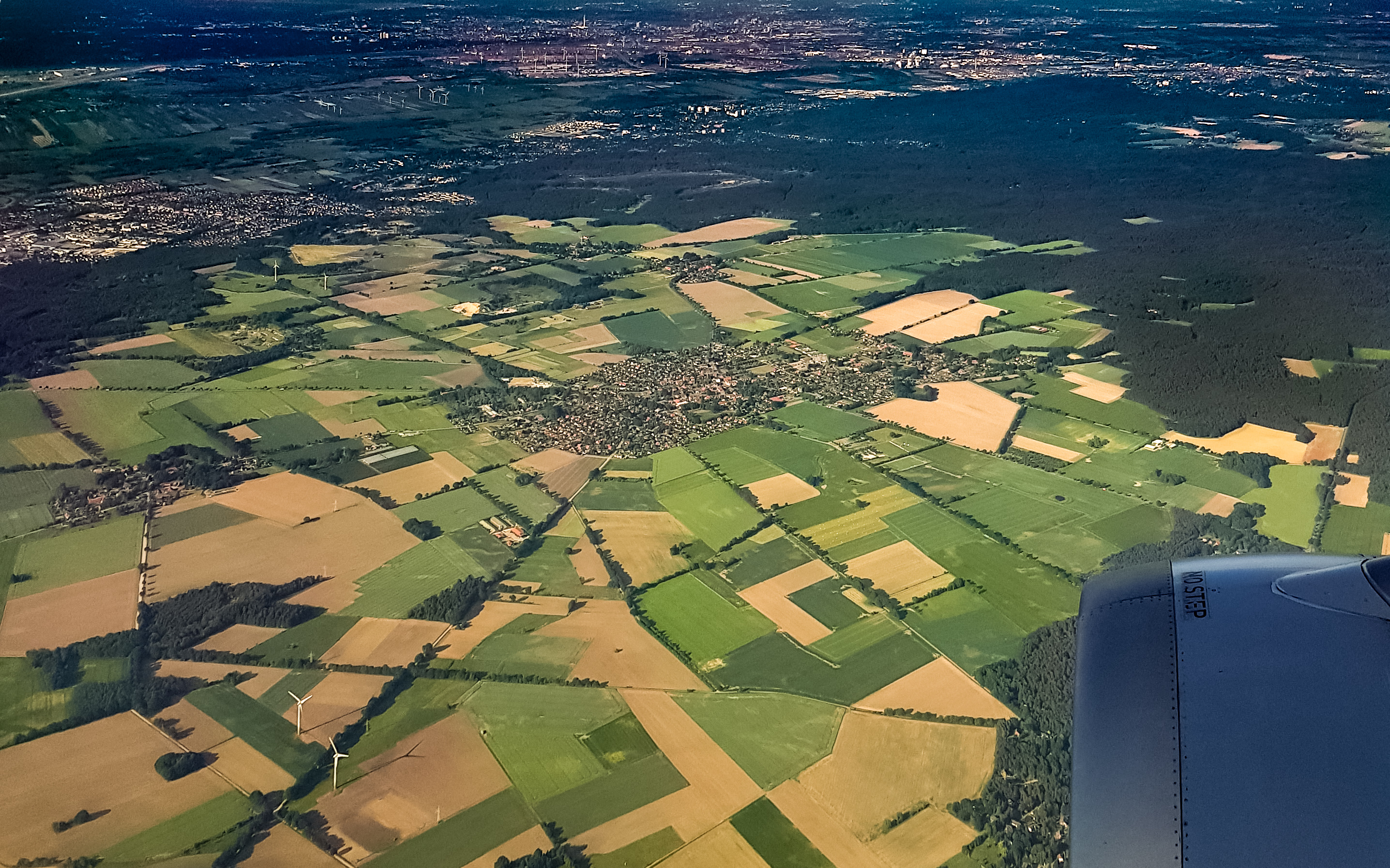
Elstorf, Schwiederstorf, Ardestorf en Neu Wulmstorf; op de achtergrond Hamburg (luchtfoto 2018)

De gemeente Neu Wulmstorf bestaat uit:
- Neu Wulmstorf bestaande uit
  - Neu Wulmstorf[2]
  - Wulmstorf
  - Daerstorf
- Elstorf, bestaande uit
  - Elstorf
  - Ardestorf
  - Elstorf-Bachheide
- Rade (Neu Wulmstorf), bestaande uit
  - Rade
  - Mienenbuttel
  - Ohlenbüttel
- Rübke
- Schwiederstorf.

## Geografie
Neu Wulmstorf heeft een oppervlakte van 56,16 km² en ligt in het noorden van Duitsland, ten zuiden van Hamburg. In het noorden ligt de gemeente, dicht bij de Elbe, slechts een halve meter boven de zeespiegel; in het zuiden is het gemeentegebied een heuvelachtig bos-, heide- en hoogveengebied, waarvan het hoogste punt op 112 m boven de zeespiegel uitrijst.

### Naburige gemeentes
- In het westen: Buxtehude
- In het zuidwesten: Appel en Wenzendorf in de Samtgemeinde Hollenstedt
- In het zuidoosten: Rosengarten
- In het oosten: Hamburg-Neugraben-Fischbek

## Infrastructuur

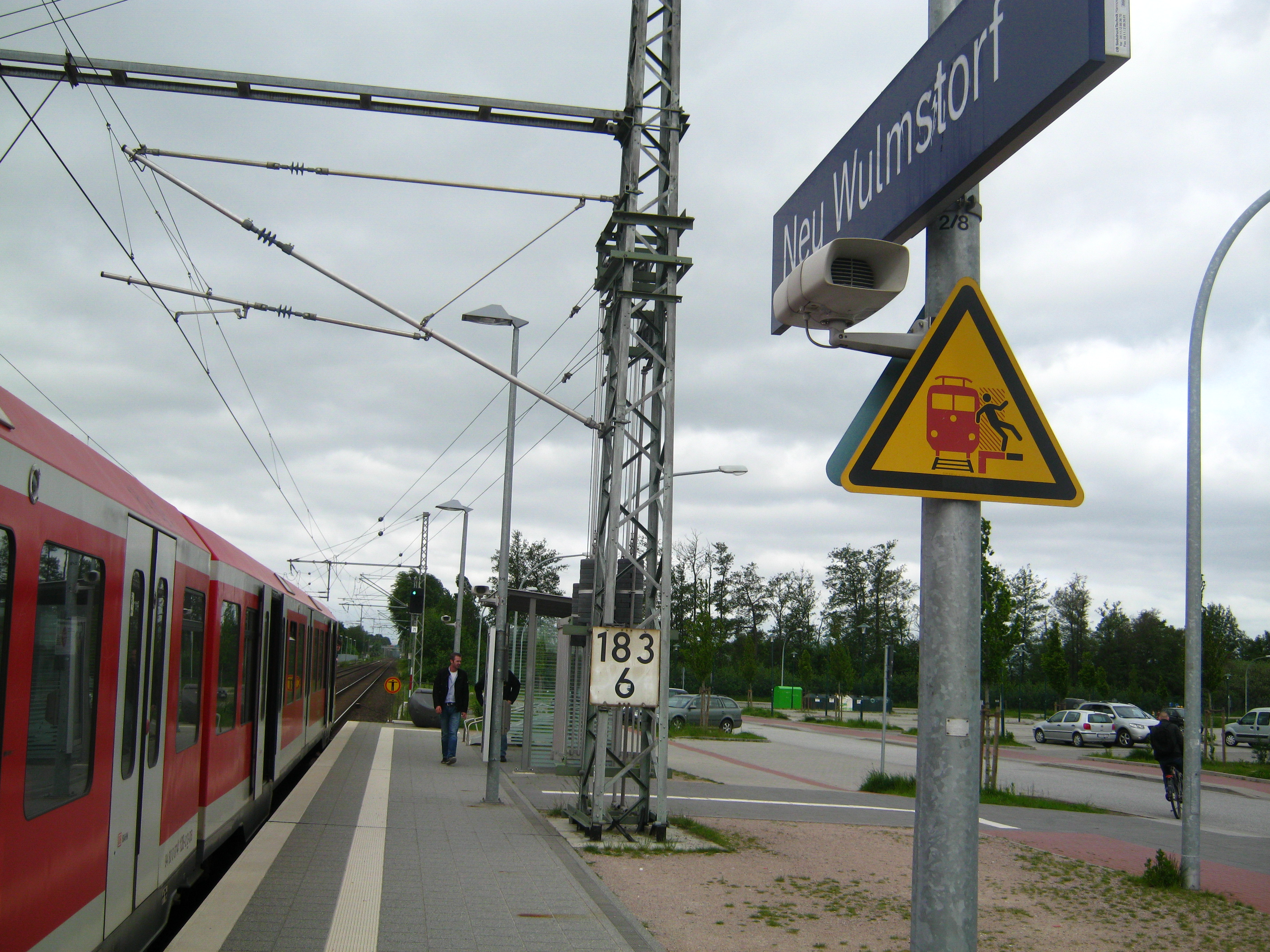
Station van Neu Wulmstorf

Door de gemeente loopt de Bundesstraße 73 van Stade naar Hamburg-Harburg, die als doorgaande route tussen deze twee steden vervangen wordt door de Autobahn A26. Gepland (2023) is, dat deze tussen 2025 en 2028 bij Hamburg-Moorburg, 8 km ten oosten van Neu Wulmstorf, op de A7 zal aansluiten. Door de gemeente loopt ook de Bundesstraße 3. In de vorm van een nieuwe rondweg, westelijk om Neu Wulmstorf heen, is deze al verlengd tot aan de A26. In zuidelijke richting loopt de B3 naar Ortsteil Mienenbüttel. Op een bedrijventerrein aldaar kruist deze de A1 op afrit 44 (Rade).
Aan de Spoorlijn Lehrte - Cuxhaven ligt sedert 1905 Station Neu Wulmstorf. Treinen van de S-Bahn van Hamburg stoppen hier een keer per uur in beide richtingen. Het station heette tot 1970 Station Daerstorf.

## Economie

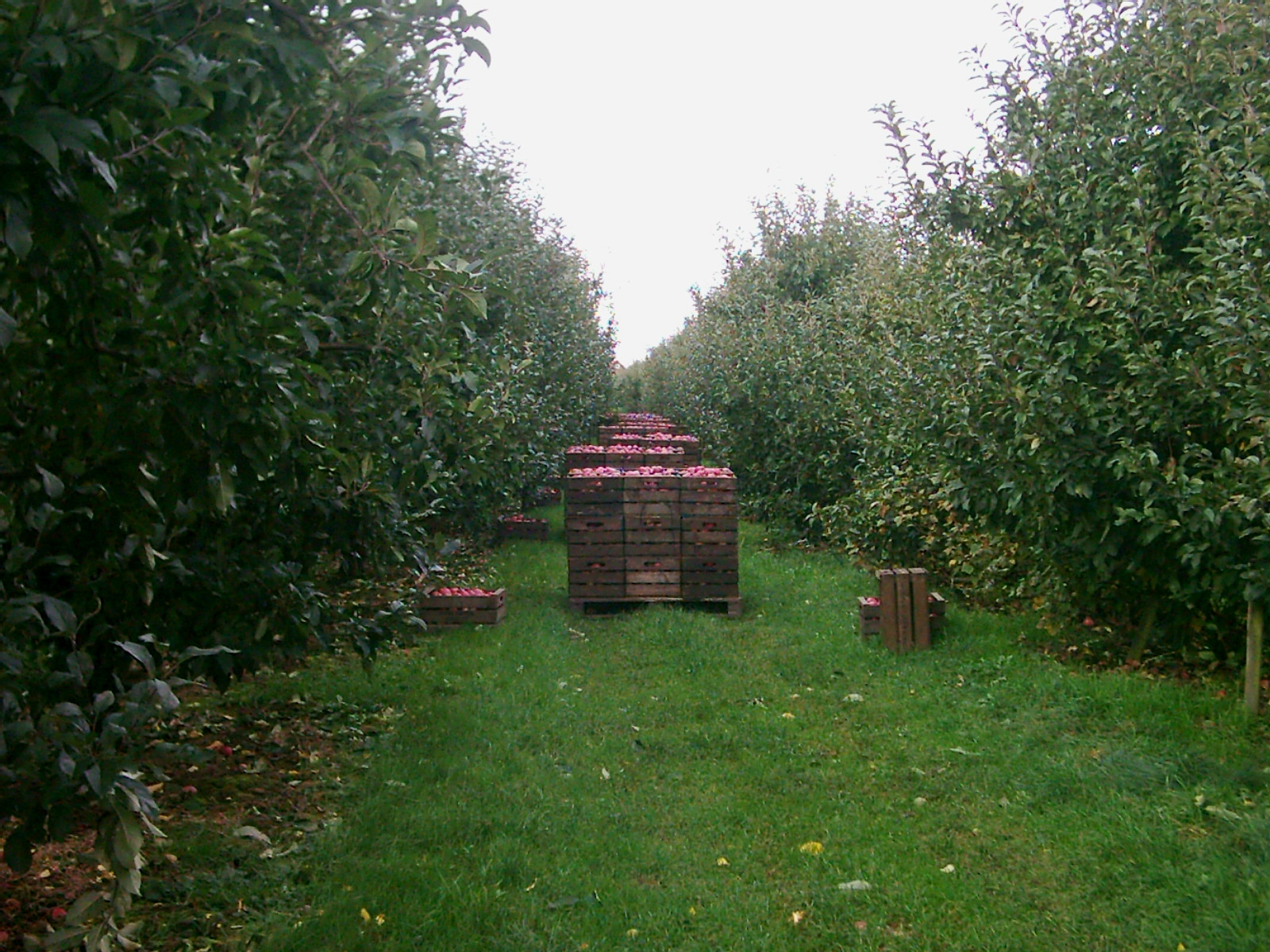
Appeloogst, Rübke

De meest noordelijke plaats in de gemeente, Rübke, wordt tot het bekende fruitteeltgebied Altes Land gerekend.
Uitgestrekte bedrijventerreinen liggen in de gemeente bij Mienenbüttel, aan de A1 (logistieke bedrijven) en vooral aan de westkant van Neu Wulmstorf zelf (lokaal midden- en kleinbedrijf; logistieke bedrijven en distributiecentra). Zo bezit het outdoor-kledingconcern Jack Wolfskin er een, in een 3 hectare groot gebouw gevestigd, distributiecentrum.

## Geschiedenis

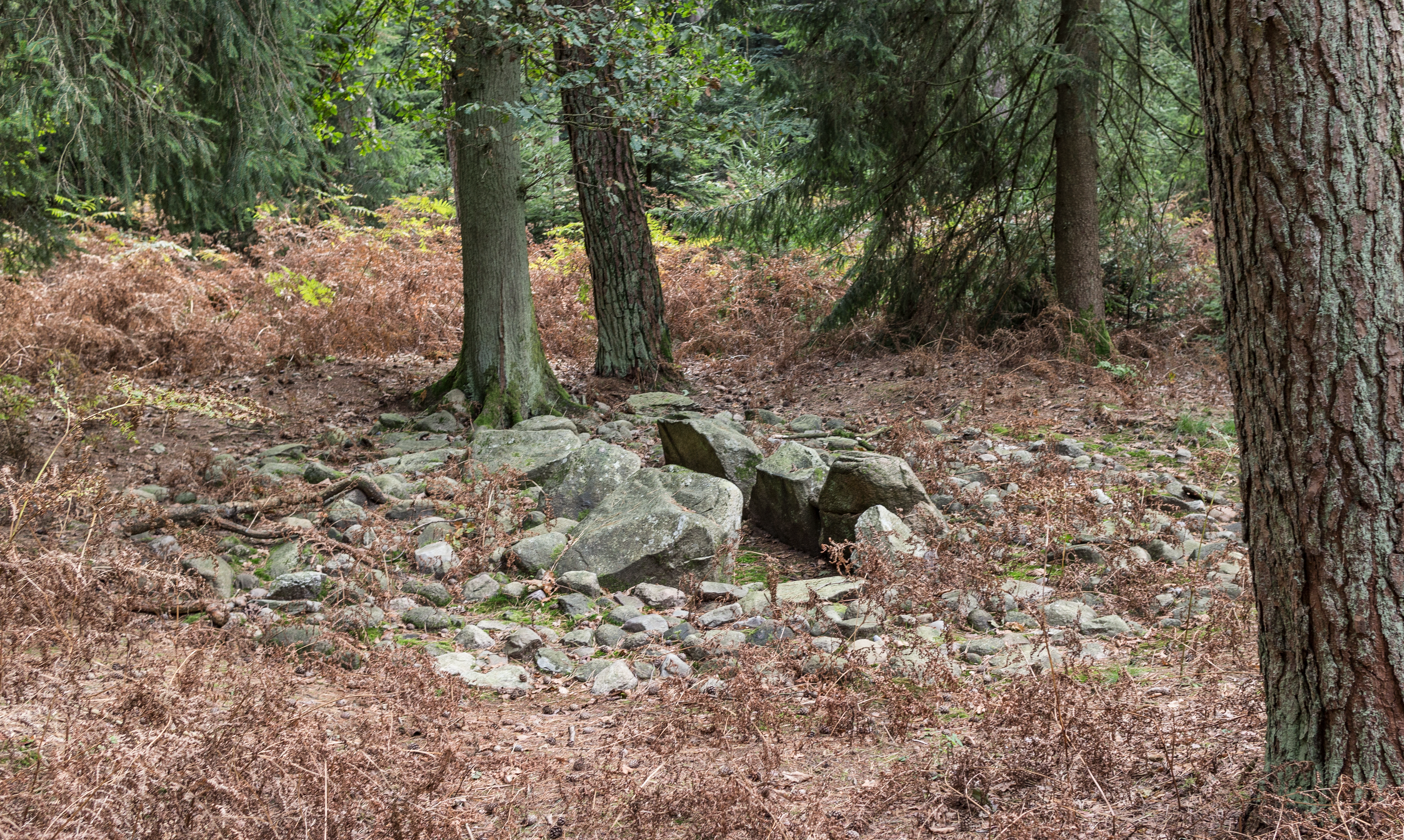
Steenkist in de Feldmark bij Rade
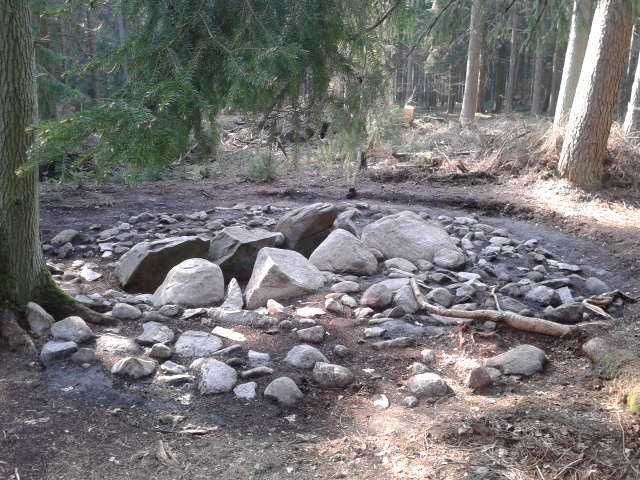
Idem, vanuit een andere hoek gefotografeerd
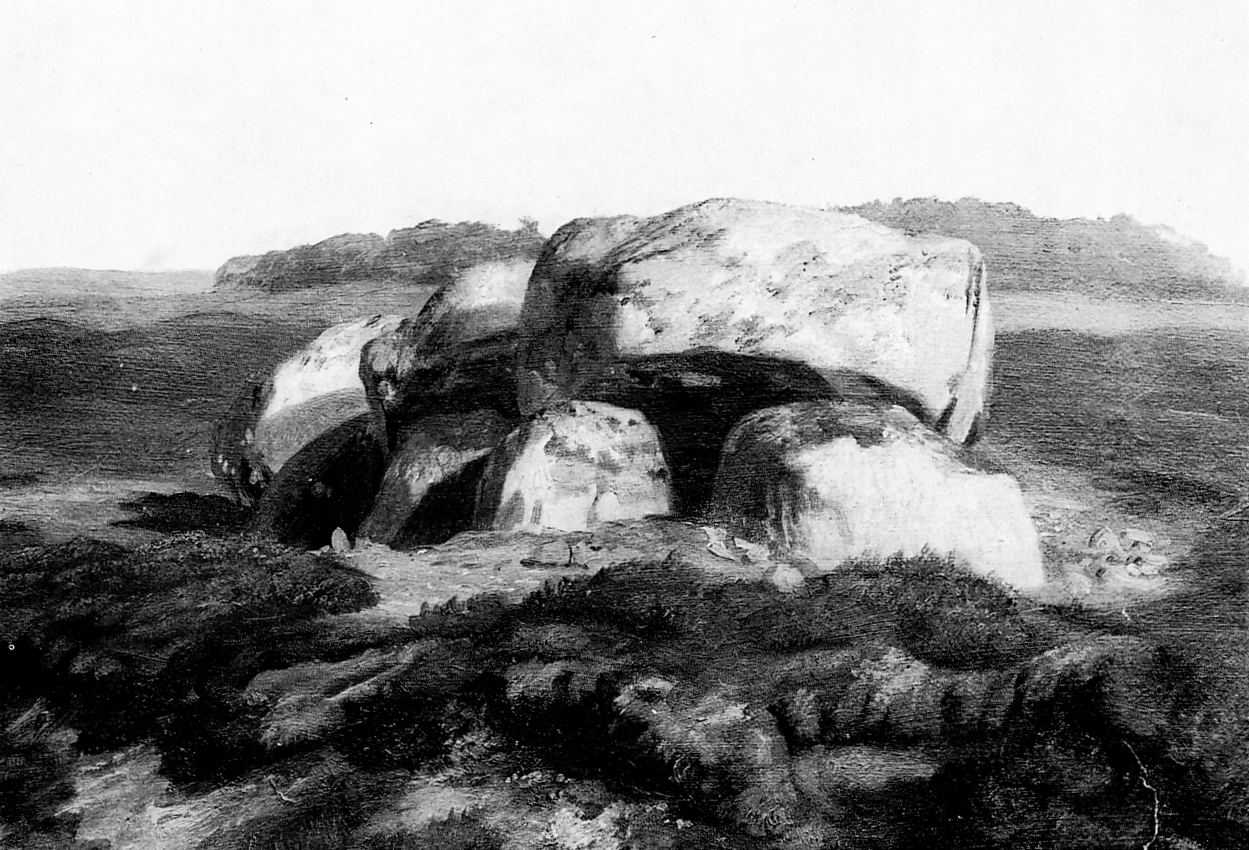
Schilderij uit 1839 van het Großsteingrab Elstorf

Bij het dorp Rade is een steenkist ontdekt en archeologisch onderzocht. Het grafmonument wordt gedateerd in het laatste deel van de Jonge Steentijd, tussen 2800 en 2200 vóór de jaartelling. Er zijn ook enkele grafgiften gevonden, waaronder een stenen bijl, enkele sieraden van barnsteen en enige potscherven. Nog iets ouder, uit de tijd van de Trechterbekercultuur, dateren twee megalietgraven, bij Daerstorf en Elstorf (Sprockhoff-nummers 669 en 670). Beide monumenten zijn slechts fragmentarisch bewaard gebleven; het Großsteingrab Elstorf was in 1839 nog grotendeels intact.
De meeste dorpen in de gemeente ontstonden in de middeleeuwen rondom klooster- of kerkgebouwen of grote boerderijen. Neu Wulmstorf ontstond pas in het midden van de 19e eeuw. Een sterke groei ondervond de gemeente vanaf de Tweede Wereldoorlog. Eerst door noodhuisvesting van mensen, die in de oorlog door bombardementen op Hamburg dakloos waren geworden, in de periode tot plm. 1955 door het huisvesten van Heimatvertriebene uit vooral Silezië en Oost-Pruisen (waaraan talrijke straatnamen nog herinneren), en in de jaren daarna door de toevloed van woonforensen uit Hamburg, die graag in deze fraai bij de bossen gelegen gemeente wilden gaan wonen. Onder hen waren vanaf 1959 veel beroepsmilitairen van de Bundeswehr. Van 1938 tot 2004 heeft in een aan Neu Wulmstorf grenzende stadswijk van Hamburg een zeer grote kazerne (de Röttiger-Kaserne) gestaan. Bij een referendum in 2004 stemde 71,2% van de kiezers tegen een voornemen van de deelstaat Nedersaksen tot toekenning van stadsrechten aan Neu Wulmstorf.

## Bezienswaardigheden
- De uit het begin van de 18e eeuw daterende, evangelisch-lutherse Nicolaaskerk te Elstorf is eenvoudig ingericht en is schilderachtig gelegen. Zij staat op de restanten van een ouder, uit circa 1200 daterend kerkje. Dit is nagenoeg het enige monumentale gebouw in de gemeente van vóór 1850.
- Direct aan de oostgrens van de gemeente ligt een meer dan 770 hectare groot natuurgebied, de Fischbeker Heide, die de uiterste zuidwestpunt van Hamburg vormt. Het gebied is enigszins heuvelachtig (toppen tot 116 meter) en lijkt sterk op de meer zuidelijk gelegen Lüneburger Heide. In het gebied zijn veel wandelroutes uitgezet. Ten noorden hiervan ligt nog een natuurreservaat, Moorgürtel, een wetlandreservaat. Zie verder: Hamburg-Neugraben-Fischbek. Ook elders, vooral ten zuiden en oosten van Neu Wulmstorf, zijn talrijke bosgebieden te vinden.
- In een bos bij Schwiedersdorf staat een zwerfsteen, de Karlstein. De steen meet 1,9 × 2,5 × 2,2 meter, en ligt, blijkens archeologisch onderzoek uit 1951, al sedert het eind van de  laatste ijstijd, tienduizend jaar, op deze plaats. De ouderdom van de hoefijzervormige inkervingen is onbekend; de diepe spleten en gleuven in de steen zijn door natuurlijke erosie veroorzaakt. Een sage brengt deze steen in verbinding met Karel de Grote: In de periode van Karels oorlogen tegen de Saksen was Karel op een dag erg moe, en ging, leunend op de steen, slapen. Hij had zijn metgezellen, op straffe des doods, verboden, hem wakker te maken. Toen naderde een groep vijanden. Omdat Karels mannen hun heer niet zelf uit zijn slaap wilden storen, pakten ze Karels hond op en gooiden die tegen de vorst aan. Deze werd wakker, bespeurde het gevaar onmiddellijk en zei: "Zowaar ik deze steen met mijn zwaard zal splijten, zo zeker zullen wij de Saksen verslaan". Toen sprong Karel op zijn paard, en over de steen heen springend, doorkliefde hij hem met één houw van zijn zwaard. Inderdaad overwonnen Karels troepen de Saksen. De hoefijzers van Karels paard en de klauwafdrukken van zijn hond zijn sindsdien in de steen zichtbaar gebleven, en herinneren aan dit wapenfeit.

## Afbeeldingen

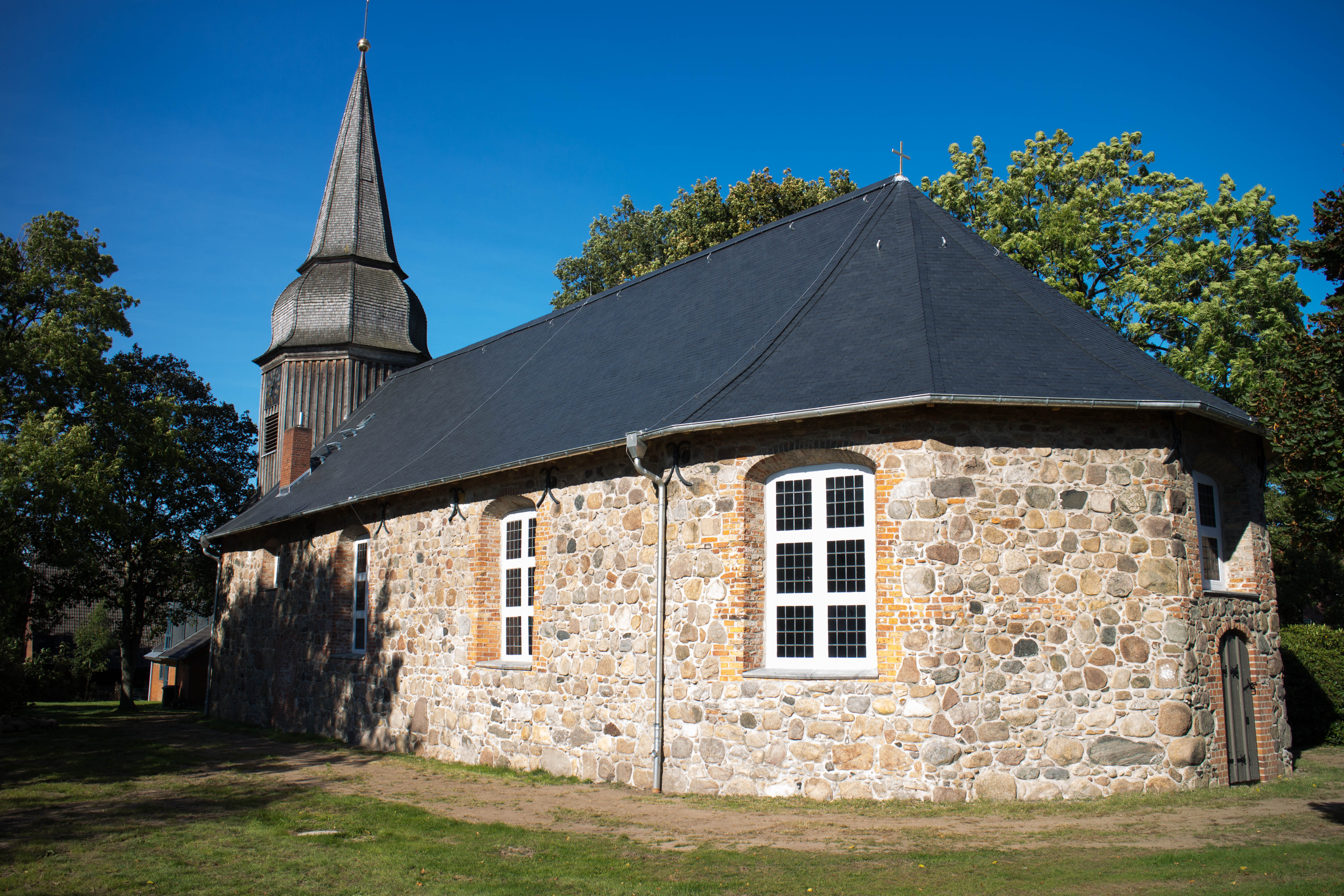
Evang.-lutherse St. Nicolaaskerk, Elstorf
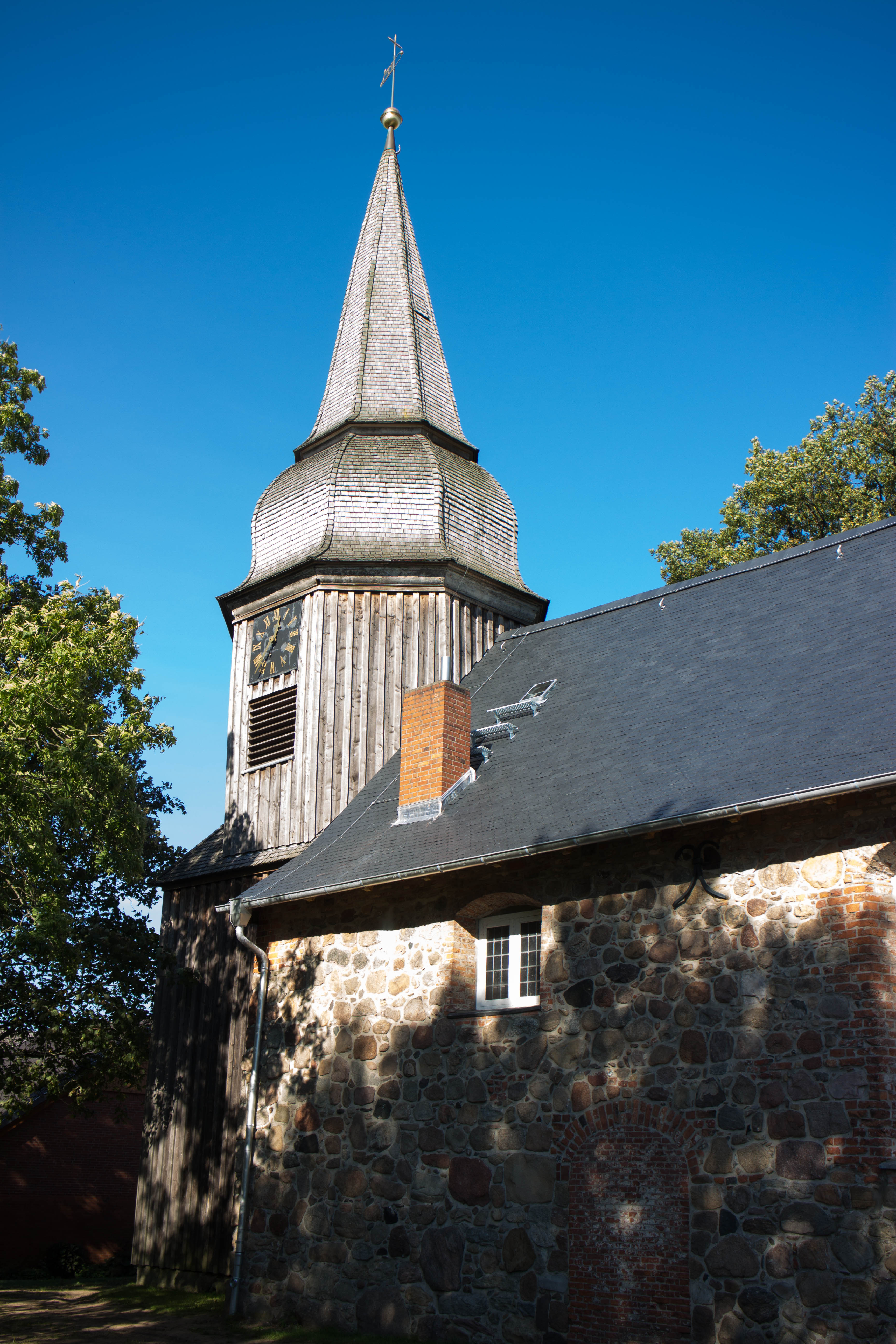
Toren van dit kerkje
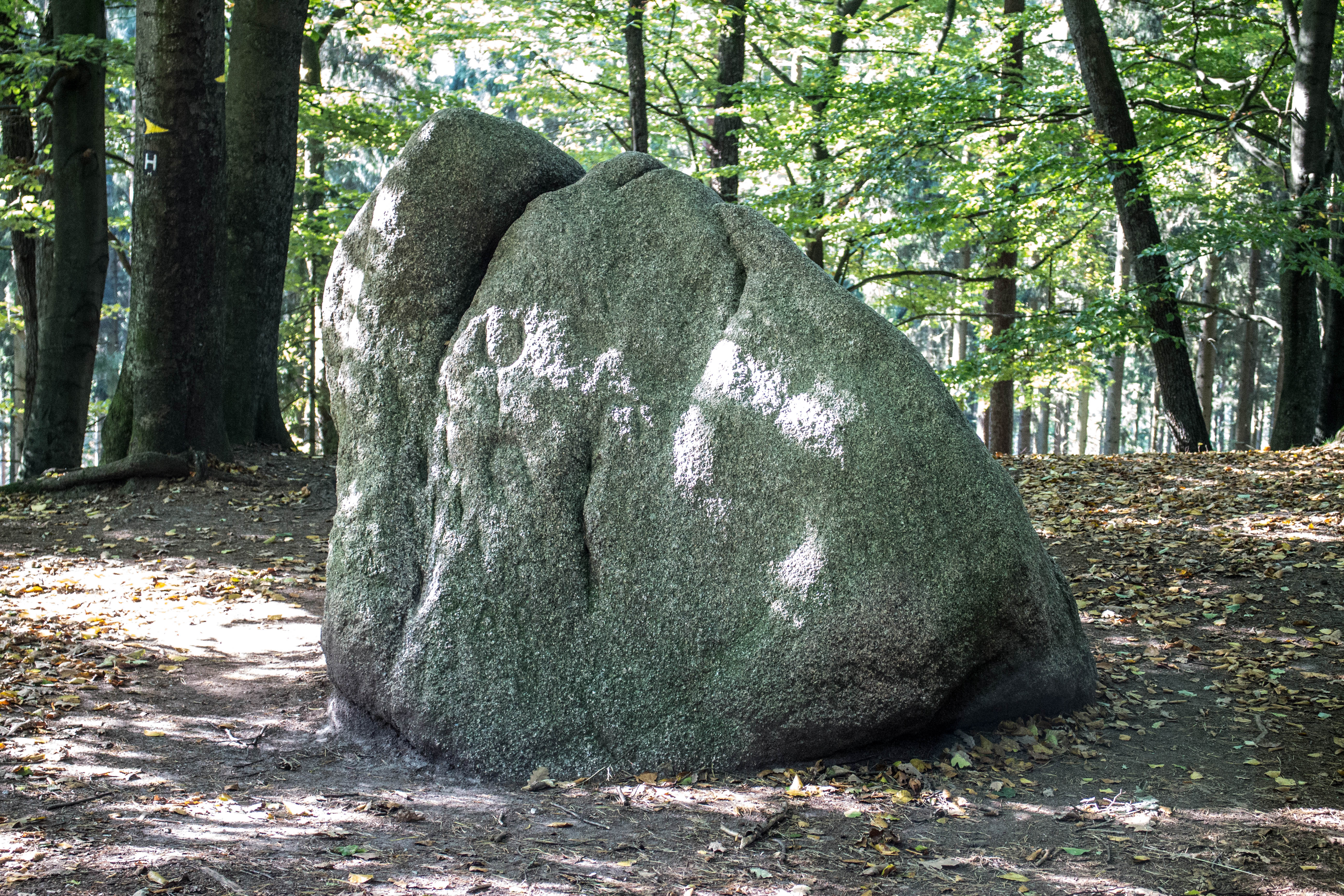
De Karlstein bij Schwiedersdorf
Dorpswapen Schwiedersdorf met de Karlstein

## Partnergemeente
Er bestaat een jumelage met Nyergesújfalu in Hongarije.
- Gemeinsame Normdatei: 4041701-3
- Library of Congress Control Number: n82039202
- MusicBrainz: adeef2fa-d4fa-4069-bd2b-18723a85b44b
- Nationale Bibliotheek van Israël: 987007559877605171
- Virtual International Authority File: 159465672
- WorldCat: E39PBJqfHvBrph9qJbyrWVwt8C

Appel · 
Asendorf · 
Bendestorf · 
Brackel · 
Buchholz in der Nordheide · 
Dohren · 
Drage · 
Drestedt · 
Egestorf · 
Eyendorf · 
Garlstorf · 
Garstedt · 
Gödenstorf · 
Halvesbostel · 
Handeloh · 
Hanstedt · 
Harmstorf · 
Heidenau · 
Hollenstedt · 
Jesteburg · 
Kakenstorf · 
Königsmoor · 
Marschacht · 
Marxen · 
Moisburg · 
Neu Wulmstorf · 
Otter · 
Regesbostel · 
Rosengarten · 
Salzhausen · 
Seevetal · 
Stelle · 
Tespe · 
Toppenstedt · 
Tostedt · 
Undeloh · 
Vierhöfen · 
Welle · 
Wenzendorf · 
Winsen (Luhe) · 
Wistedt · 
Wulfsen